# Cardinal Peak
Der Cardinal Peak ist der höchste Gipfel der Chelan Mountains, einer Teilkette der Cascade Range im Bundesstaat Washington in den USA. Er liegt im Wenatchee National Forest am oberen Einzugsgebiet des Entiat River im Chelan County. Die Bäche im Westen und Norden des Berges fließen in den Lake Chelan. Der Cardinal Peak ist weniger als 5 mi (8 km) vom See entfernt und erhebt sich 7.500 ft (ca. 2.300 m) über den Seespiegel. Mit 8.595 ft (2.620 m) Höhe belegt er in der Liste der höchsten Berge Washingtons Rang 49. Seine 2.070 ft (631 m) Schartenhöhe lässt ihn auf Rang 132 im Bundesstaat kommen.
Der Pluton des Cardinal Peak besteht hauptsächlich aus Granodiorit sowie Hornblende- und Quarz-haltigen Dioriten.
Der Cardinal Peak (deutsch etwa „Hauptgipfel“) wurde von Albert Hale Sylvester so benannt, weil er der höchste Berg in der Region ist.